# Сопоставление с образцом
Сопоставление с образцом (англ. pattern matching) — метод анализа и обработки структур данных в языках программирования, основанный на выполнении определённых инструкций в зависимости от совпадения исследуемого значения с тем или иным образцом, в качестве которого может использоваться константа, предикат, тип данных или иная поддерживаемая языком конструкция.
Как правило, имеется возможность указать более одного образца и связанного с ним действия.
Сопоставление с образцом часто встречается в функциональных языках программирования, таких как языки семейства ML и Haskell, в том числе в виде охранных выражений.
Образцы последовательностей (например, текстовая строка) можно сопоставлять с регулярными выражениями.

## Сравнение с точным значением
Простейшим вариантом является сопоставление с константой. В этом случае сопоставление с образцом эквивалентно
условному оператору или конструкции «switch» («case») в императивных языках.
Рассмотрим, для примера, вычисление логического отрицания.
В OCaml:
```
let
 
neg
 
x
 
=

    
match
 
x
 
with

    
|
 
false
 
->
 
true

    
|
 
true
 
->
 
false

;;

```

Здесь следующие за символом "|" значения являются образцами, а следующие за «->» выражения вычисляются при совпадении аргумента «x» с одним из образцов.
Тот же пример с использованием условного оператора:
```
let
 
neg
 
x
 
=
 
    
if
 
x
 
=
 
false
 
then
 
true

    
else
 
false

;;

```

## Использование внутренней структуры объекта
Нахождение суммы списка:
```
let
 
rec
 
sum
 
l
 
=
 
    
match
 
l
 
with

    
|
 
[]
 
->
 
0

    
|
 
x
 
::
 
xs
 
->
 
x
 
+
 
(
sum
 
xs
)

;;

```

В этом примере аргумент функции «sum» сопоставляется со значением «пустой список» либо с образцом «голова :: хвост» (где «::» — оператор добавления элемента в начало списка).

## Алгебраические типы данных
В качестве образца может применяться конструктор значения типа:
```
type
 
animal
 
=
 
Dog
 
of
 
string
 
|
 
Cat
 
of
 
string
 
;;

let
 
say
 
x
 
=

    
match
 
x
 
with

    
|
 
Dog
 
(
x
)
 
->
 
x
 
^
 
"says 'woof'"

    
|
 
Cat
 
(
x
)
 
->
 
x
 
^
 
"says 'meow'"

;;

```

## Сопоставление со строкой
Языки с развитыми средствами обработки текста, такие как AWK и SNOBOL, поддерживают сопоставление с регулярным выражением.
Пример на AWK, подсчёт количества включений слов «foo» или «bar»:
```
/foo|bar/
 
{
 
foobar
++
 
}

END
 
{
 
print
 
foobar
 
}

```